# Chapter Two (Gianni Ferretti)
Chapter Two è il secondo disco solista del musicista Gianni Ferretti, pubblicato nel 2005.

Edito dalla Lengimusic, contiene nove pezzi originali e una versione particolare della celebre "Oxygene part IV" di Jean-Michel Jarre.

## Il disco
Il brano "Incontro" è stato scritto e registrato a quattro mani con il chitarrista Riccardo Zappa, mentre le parole recitate nella prima parte di "Io sono il bambino" sono state scritte da Gianni Ferretti e da Paolo Audino con la collaborazione di Anna Maria Federici.

Il brano "Daysy (una margherita nel cielo)" è dedicata a Margherita Diazenna, mentre "Hi, Joe!" è dedicato a Joe Zawinul.

## Tracce
- Another Secret (... Just Around...)
- Daysy (una margherita nel cielo)
- Hi, Joe!
- Incontro (musica di Riccardo Zappa e Gianni Ferretti)
- Sevagram Dance
- Oxygene part IV (musica di Jean-Michel Jarre)
- Voce di Primavera
- La Ragnatela
- Specchio Negli Occhi
- Io Sono il Bambino (testo di Paolo Audino e Gianni Ferretti)

## Musicisti
- Francesco Calogiuri - batteria
- Stefano Fournier - percussioni
- Gianni Sebastianelli - Fabio DiSilvestre, basso
- Alessandro Massari - Stefano Scarfone, Fabio DiSilvestre, chitarre
- Cristina Picca - violino
- Alessandro Aragoni - fisarmonica
- Marco Cocchieri - sax soprano
- Sabrina Cimino - voce
- Maurizio Piacente, programming
- Gianni Ferretti, pianoforte, tastiere, programming
- Riccardo Zappa, chitarra 12 corde nel brano Incontro